# June Anderson
June Anderson (Boston, 30 dicembre 1952) è un soprano statunitense.

## Biografia
Nata a Boston, ma cresciuta a Wallingford, cominciò a prendere lezioni di canto private dal 1963 al 1969. Dopo essersi laureata in lingua e letteratura francese alla Yale University, compì regolari studi di canto con Robert Leonard.
Esordì con successo alla New York City Opera nel 1978 interpretando la Regina della notte ne Il flauto magico e nel 1981 cantò in Lucia di Lammermoor a Milwaukee. Nel 1984 fu la voce della Regina della notte nel film Amadeus di Miloš Forman.
Tra il 1982 e il 1989 ha sviluppato la carriera in Europa, cantando in una grande varietà di ruoli di coloratura. Semiramide al Teatro dell'Opera di Roma, Lucia di Lammermoor al Teatro Comunale di Firenze, Il Nascimento dell'Aurora al Teatro La Fenice di Venezia,  La Fille du régiment a Parma, La sonnambula al Teatro Malibran.
Nel corso degli anni novanta ha ampliato il repertorio con ruoli sempre più impegnativi che l'hanno vista in scena soprattutto nei teatri di New York e di Chicago. È stata inoltre protagonista di storiche riesumazioni di opere uscite di repertorio.
Nel 2007 ha cantato in concerti di gala alla Teatro La Fenice e al Teatro di Erode Attico di Atene, in quest'ultima occasione per il trentesimo anniversario della scomparsa di Maria Callas.

## Repertorio
| Ruolo                     | Titolo                                   | Autore           |
| ------------------------- | ---------------------------------------- | ---------------- |
| Madeleine                 | Le postillon de Lonjumeau                | Adam             |
| Pat Nixon                 | Nixon in China                           | Adams            |
| Dafne                     | Il nascimento dell'Aurora                | Albinoni         |
| Elvire                    | La muette de Portici                     | Auber            |
| Imogene                   | Il pirata                                | Bellini          |
| Giulietta                 | I Capuleti e i Montecchi                 | Bellini          |
| Amina                     | La sonnambula                            | Bellini          |
| Norma                     | Norma                                    | Bellini          |
| Beatrice                  | Beatrice di Tenda                        | Bellini          |
| Elvira                    | I puritani                               | Bellini          |
| Cunegonde                 | Candide                                  | Bernstein        |
| Catherine                 | La bella fanciulla di Perth              | Bizet            |
| Tatiana                   | Eugene Onegin                            | Čajkovskij       |
| Marija                    | Mazepa                                   | Čajkovskij       |
| Iolanta                   | Iolanta                                  | Čajkovskij       |
| Corilla Scortichini       | Le convenienze ed inconvenienze teatrali | Donizetti        |
| Anna                      | Anna Bolena                              | Donizetti        |
| Lucrezia                  | Lucrezia Borgia                          | Donizetti        |
| Lucia                     | Lucia di Lammermoor                      | Donizetti        |
| Marie                     | La fille du regiment                     | Donizetti        |
| Marguerite                | Faust                                    | Gounod           |
| Cleopatra                 | Giulio Cesare                            | Händel           |
| Angelica                  | Orlando                                  | Händel           |
| Eudoxie                   | La Juive                                 | Halévy           |
| Agave                     | Le Bassaridi                             | Henze            |
| Isabelle                  | Robert le diable                         | Meyerbeer        |
| Donna Elvira              | Don Giovanni                             | Mozart           |
| Regina della notte        | Die Zauberflote                          | Mozart           |
| Antonia Giulietta Olympia | Les contes d'Hoffmann                    | Offenbach        |
| Madame Lidoine            | Les dialogues des Carmelites             | Poulenc          |
| Rosina                    | Il barbiere di Siviglia                  | Rossini          |
| Desdemona                 | Otello                                   | Rossini          |
| Armida                    | Armida                                   | Rossini          |
| Elcia                     | Mosè in Egitto                           | Rossini          |
| Zoraide                   | Ricciardo e Zoraide                      | Rossini          |
| Elena                     | La donna del lago                        | Rossini          |
| Anna Erisso               | Maometto secondo                         | Rossini          |
| Semiramide                | Semiramide                               | Rossini          |
| Madama Cortese            | Il viaggio a Reims                       | Rossini          |
| Rosalinde                 | Die Fledermauss                          | Strauss, Johann  |
| Salomè                    | Salomè                                   | Strauss, Richard |
| Arabella                  | Arabella                                 | Strauss, Richard |
| Daphne                    | Daphne                                   | Strauss, Richard |
| La contessa               | Capriccio                                | Strauss, Richard |
| Ophelie                   | Hamlet                                   | Thomas           |
| Giselda                   | I Lombardi alla prima crociata           | Verdi            |
| Elvira                    | Ernani                                   | Verdi            |
| Lucrezia Contarini        | I due Foscari                            | Verdi            |
| Giovanna                  | Giovanna d'Arco                          | Verdi            |
| Gulnara                   | Il corsaro                               | Verdi            |
| Lida                      | La battaglia di Legnano                  | Verdi            |
| Luisa Miller              | Luisa Miller                             | Verdi            |
| Gilda                     | Rigoletto                                | Verdi            |
| Leonora                   | Il trovatore                             | Verdi            |
| Violetta Valery           | La traviata                              | Verdi            |
| Desdemona                 | Otello                                   | Verdi            |
| Lora                      | Die Feen                                 | Wagner           |

## Discografia

### Opere
| Anno | Titolo Ruolo                           | Cast                                                 | Direttore          | Casa                |
| ---- | -------------------------------------- | ---------------------------------------------------- | ------------------ | ------------------- |
| 1981 | Mosè in Egitto Elcìa                   | Ruggero Raimondi, Ernesto Palacio, Siegmund Nimsgern | Claudio Scimone    | Decca               |
| 1983 | Il nascimento dell'Aurora Dafne        | Margarita Zimmermann, Susanne Klare, Sandra, Browne  | Claudio Scimone    | Erato               |
| 1983 | Maometto secondo Anna Erisso           | Samuel Ramey, Ernesto Palacio, Margarita Zimmermann  | Claudio Scimone    | Philips             |
| 1984 | Carmina Burana Soprano                 | Bernd Weikl, Philip Creech                           | James Levine       | Deutsche Grammophon |
| 1985 | Le postillon de Lonjumeau Madelaine    | John Aler, Francois le Roux, Jean-Philippe Lafont    | Thomas Fulton      | EMI                 |
|      | La muette de Portici Elvire            | Alfredo Kraus, John Aler, Jean-Philippe Lafont       | Thomas Fulton      | EMI                 |
|      | La jolie fille de Perth Catherine      | Alfredo Kraus, José van Dam, Gabriel Bacquier        | Georges Prêtre     | EMI                 |
| 1989 | Candide Cungeonde                      | Jerry Hadley, Nicolai Gedda, Christa Ludwig          | Leonard Bernstein  | Deutsche Grammophon |
|      | La Juive Eudoxie                       | Julia Varady, José Carreras, Ferruccio Furlanetto    | Antonio de Almeida | Philips             |
|      | Rigoletto Gilda                        | Leo Nucci, Luciano Pavarotti, Nicolai Ghiaurov       | Riccardo Chailly   | Decca               |
| 1991 | Cherubin L'Ensoleillad                 | Frederica von Stade, Samuel Ramey, Dawn Upshaw       | Pinchas Steinberg  | RCA                 |
|      | Die Zauberflöte Konigin der Nacht      | Barbara Hendricks, Jerry Hadley, Thomas Allen        | Charles Mackerras  | Telarc              |
| 1992 | La donna del lago Elena                | Rockwell Blake, Chris Merritt, Giorgio Surian        | Riccardo Muti      | Philips             |
| 1993 | Hamlet Ophélie                         | Thomas Hampson, Samuel Ramey, Gregory Kunde          | Antonio de Almeida | EMI                 |
| 1996 | I Lombardi alla prima crociata Giselda | Luciano Pavarotti, Samuel Ramey, Richard Leech       | James Levine       | Decca               |

### Recital
| Anno | Titolo                  | Tracce | Cast          | Direttore       |
| ---- | ----------------------- | --- | ------------- | --------------- |
| 1987 | Arie d'opere di Bellini | Arie da I Capuleti e i Montecchi, La sonnambula, Beatrice di Tenda, I puritani                               | June Anderson | Nicola Rescigno |
| 1989 | Airs d'opéras francais  | Arie da Hamlet, Robert le Diable, Manon, Romeo e Giulietta, Dinorah, Ivan IV, La Vestale, I vespri siciliani | June Anderson | Michel Plasson  |
| 1991 | Rossini scenes          | Arie da Otello, Ermione, La donna del lago, Semiramide, Il viaggio a Reims, Guillaume Tell                   | June Anderson | Daniele Gatti   |

## Videografia
| Anno | Titolo Ruolo            | Cast                                                  | Direttore         | Casa                |
| ---- | ----------------------- | ----------------------------------------------------- | ----------------- | ------------------- |
| 1988 | Luisa Miller            | Taro Ichihara, Eduard Tumagian, Paul Plishka          | Maurizio Arena    | Kultur              |
| 1989 | Candide Cunegonde       | Jerry Hadley, Christa Ludwig, Nicolai Gedda           | Leonard Bernstein | Deutsche Grammophon |
| 1900 | Semiramide              | Marilyn Horne, Samuel Ramey, Stanford Olsen           | James Conlon      | Arthaus             |
| 1992 | La donna del lago Elena | Rockwell Blake, Chris Merritt, Martine Dupuy          | Riccardo Muti     | Opus Arte           |
| 2000 | Norma                   | Daniela Barcellona, Shin Young Hoon, Ildar Abdrazakov | Fabio Biondi      | TDK                 |
| 2005 | Daphne                  | Scott McAllister, Roberto Saccà                       | Stefan Anton Reck | Dynamic             |